# Беляев, Владимир Васильевич
Влади́мир Васи́льевич Беля́ев (1 [13] октября 1868 — ?) — генерал-лейтенант, военный писатель, главный редактор журнала «Военный сборник» и газеты «Русский инвалид» в 1910—1914 гг.

## Биография
Православный.
Окончил 1-й кадетский корпус (1885) и Николаевское инженерное училище (1887), откуда выпущен был подпоручиком в 6-й саперный батальон.
Чины: поручик (1890), штабс-капитан (1894), штабс-капитан ГШ (1895), капитан (1896), подполковник (1900), полковник (1904), генерал-майор (за отличие, 1910), генерал-лейтенант (1915).
В 1894 году окончил Николаевскую академию Генерального штаба с малой серебряной медалью. По окончании академии состоял: старшим адъютантом штаба 37-й пехотной дивизии (1895—1898), обер-офицером для особых поручений при штабе 1-го армейского корпуса (1898—1900) и штаб-офицером для поручений при штабе войск Гвардии и Петербургского военного округа (1900—1904).
Затем был начальником штаба 2-й гвардейской кавалерийской дивизии (1904—1909) и командиром 145-го пехотного Новочеркасского полка (1909—1910).
Преподавал в Николаевской академии Генерального штаба. 6 февраля 1908 года назначен экстраординарным профессором академии по кафедре общей тактики, а 18 апреля 1909 года утвержден ординарным профессором по занимаемой кафедре. В последней должности пробыл до 6 февраля 1910 года. Публиковался в газетах «Новое время», «Правительственный вестник», «Русский инвалид» и в журнале «Военный сборник». 1 октября 1910 года назначен исполняющим должность главного редактора газеты «Русский инвалид» и журнала «Военный сборник», а 6 декабря того же года произведен в генерал-майоры с утверждением в должности.
9 ноября 1914 года назначен командующим 83-й пехотной дивизией, с которой вступил в Первую мировую войну. 19 июня 1915 года назначен начальником штаба 12-й армии. 8 апреля 1917 года, после Февральской революции, был отчислен от должности за болезнью с назначением в резерв чинов при штабе Петроградского военного округа.
Участвовал в Белом движении в составе Добровольческой армии и ВСЮР. Состоял в резерве чинов при штабе Главнокомандующего ВСЮР. С 19 марта 1919 года состоял представителем от Военного управления в Кубанском союзе имени генерала Корнилова. В Русской армии барона Врангеля входил в состав Высшей комиссии правительственного надзора, которая была создана 12 (25) сентября 1920 года в Севастополе приказом № 3626 генерал-лейтенанта барона П. Н. Врангеля из надежных сановников (председатель — генерал Э. В. Экк, сенаторы А. Н. Неверов, С. Н. Трегубов, Н. И. Ненарокомов, генерал-лейтенант А. С. Макаренко, генералы П. И. Залесский и В. В. Беляев) с целью рассмотрения жалоб и сообщений о всех «особо важных преступных деяниях по службе государственной или общественной и серьёзных непорядках в отдельных отраслях управления», а также прошений на имя главнокомандующего до эвакуации Крыма.
В эмиграции в Югославии. Был членом Особой испытательной комиссии при Зарубежных высших военно-научных курсах генерала Головина. Умер после 1939 года.

## Награды
- Орден Святого Станислава 3-й ст. (1897);
- Орден Святой Анны 3-й ст. (1901);
- Орден Святого Станислава 2-й ст. (1903);
- Орден Святого Владимира 4-й ст. (1906);
- Орден Святого Владимира 3-й ст. (1912);
- Орден Святого Станислава 1-й ст. с мечами (ВП 15.05.1915);
- Орден Святого Владимира 2-й ст. с мечами (ВП 25.12.1915).